# Mnesarchaea
Super-famille
Famille
Genre
Mnesarchaea est un genre de lépidoptères (papillons), regroupant sept espèces de petite taille (de 8 à 12 mm), toutes endémiques de Nouvelle-Zélande.
Mnesarchaea est le seul genre de la famille des Mnesarchaeidae et de la super-famille des Mnesarchaeoidea.

## Liste des espèces
- Mnesarchaea acuta Philpott, 1929
- Mnesarchaea fallax Philpott, 1927
- Mnesarchaea fusca Philpott, 1922
- Mnesarchaea fusilella Walker, 1864
- Mnesarchaea hamadelpha Meyrick, 1888
- Mnesarchaea loxoscua Meyrick, 1888
- Mnesarchaea paracosma Meyrick, 1886